# Chiesa di San Giovenale (Orvieto)
La chiesa di San Giovenale di Orvieto è una chiesa cristiana di rito cattolico situata sul bordo del masso tufaceo della città umbra.

## Storia
Fu costruita nel 1004, sui resti di una chiesa paleocristiana dedicata a san Giovenale edificata a sua volta sulle fondamenta un tempio etrusco dedicato a Tinia (Divinità etrusca corrispondente a Giove delle divinità romane). In posizione adiacente era collocata un'altra chiesa, dedicata a San Savino, di cui non c'è più traccia; la sua presenza è documentata in un affresco di Ugolino d'Ilario situato nella cappella del Corporale del duomo di Orvieto. La costruzione della chiesa di San Giovenale fu finanziata da alcune delle famiglie nobili più ricche di Orvieto che abitavano nel quartiere dell'Olmo: Monaldeschi, Montanari, Salvani, Ranaldini, Conti, Rossi e di Marsciano.
La chiesa fu costruita inizialmente in stile romanico, ma fu rimaneggiata nel trecento, seguendo dettami gotici, ma ci sono anche elementi bizantini e longobardi: fu prolungata verso est e l'originario abside semicircolare fu sostituito con uno quadrato. La linea di copertura dell'originario protiro romanico è ancora visibile sulla facciata. Sono inoltre ancora visibili caratteristiche decorazioni ad arcatelle cieche.

## Caratteristiche
La chiesa di San Giovenale è sicuramente una delle più antiche chiese di Orvieto e, secondo la tradizione popolare, è da identificarsi con la cattedrale prima dell'edificazione del duomo. È situata sul bordo occidentale della rupe di Orvieto, da cui si può vedere la valle sottostante del fiume Paglia.
La facciata è a capanna con conci di tufo squadrati al cui centro vi è il portale con arco a tutto sesto. Sul lato sinistro vi è il campanile più volte restaurato dopo il danneggiamento dei fulmini mentre, sul lato destro vi è un portale con un busto di San Giovenale del 1497.
La pianta è a struttura basilicale su due livelli congiunti da una breve gradinata, suddivisa in tre navate, una centrale, la quale ha una volta a capriata, più ampia culminante nell'abside quadrato e due laterali più piccole con volta a botte terminanti con volte a crociera.

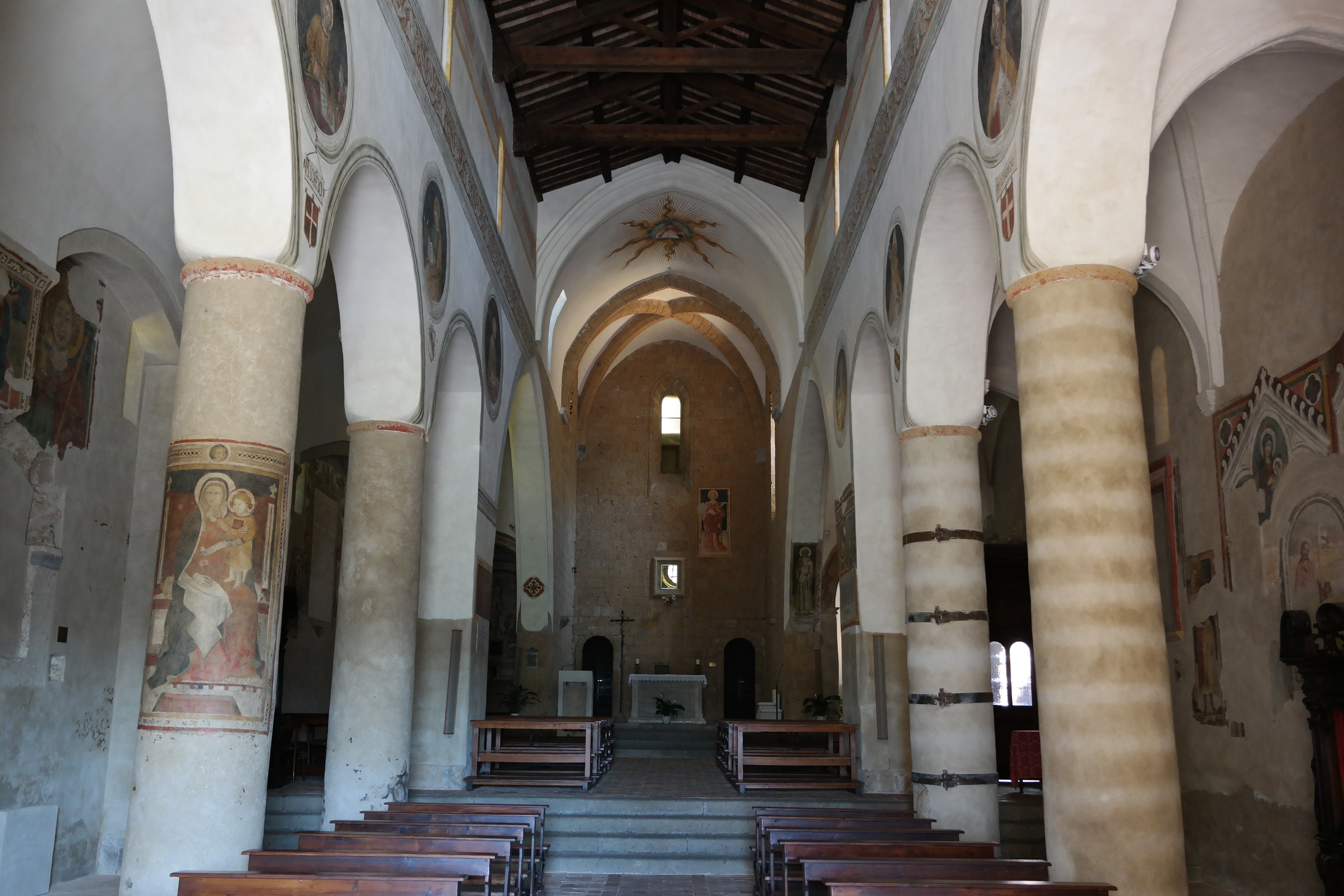
Interno

L'interno della chiesa presenta affreschi di scuola orvietana medievale databili a partire dal XII secolo che si sono conservati nonostante i diversi rifacimenti subiti dalla chiesa a partire dal XV secolo.
L'altare è una scultura in marmo in stile bizantino; le scritte in latino Guido abas MCLXX e, più in alto sul fianco destro, Bernardus, indicano con ogni probabilità lo scultore dell'opera e l'anno di esecuzione. Il nome Rainerus Monachus Gezo, scolpito su una lastra marmorea nella parete posteriore dell'altare, è forse quello del donatore, appartenente alla famiglia dei Ghezzi. La stessa famiglia donò nel XVI secolo l'opera più famosa presente nella chiesa: una Maestà del XV secolo, nota con il nome di Madonna del Soccorso. Il dipinto, di cui si era perso traccia, fu rinvenuto nel XX secolo sotto una lastra d'argento e rappresenterebbe molto probabilmente la copia di un'icona bizantina, dal momento che sia il fondo che il tratteggio del manto azzurro sono in oro.
Sulla parete frontale è scolpito un bassorilievo di foggia longobarda ad intreccio di nodi ; alcune colonnine ai lati sorreggono dei pilastri scolpiti di soggetto vario: (una colomba con un grifo, un abate che officia, foglie di acanto, San Giovenale che benedice ed infine l'Arcangelo Michele che ha sulla mano sinistra un giglio tripartito, simbolo probabilmente legato all'eresia patarina).